# Hans Plöckinger
Hans Plöckinger (* 27. Februar 1882 in Krems; † 3. April 1955 in Wien) war ein österreichischer Lehrer, Schriftsteller und Historiker.

## Leben
Der Sohn eines Postbeamten maturierte 1902 und studierte an der Wiener Universität Geschichte, Geographie und Deutsch und ging nach bestandener Lehramtsprüfung nach Brünn und Zwittau, dem heutigen Svitavy. 1922 wurde er Lehrer an der Lehrerbildungsanstalt Krems.
25 Jahre war er ehrenamtlicher Archivar der Stadt Krems und im Leitungsausschuss des Stadtmuseums tätig. Er gründete 1928 das Weinbaumuseum und war als Schriftsteller tätig. Am 31. Mai 1938 beantragte er die Aufnahme in die NSDAP und wurde rückwirkend zum 1. Mai desselben Jahres aufgenommen (Mitgliedsnummer 6.237.435). Er war Mitglied der Ortsgruppe Krems im Gau Niederdonau. Nach ihm ist noch heute die Hans-Plöckinger-Straße in Krems benannt.

## Werke
- Krems an der Donau. Verlag Österreicher, 1913
- Die Burg zu Krems an der Donau: Ein Beitrag zur Geschichte der Stadtburgen. Brzowsky, Wien 1915.
- Beiträge zur Heimatkunde. Verlag Österreicher, Krems 1925.
- Sagen der Wachau, Verlag Österreicher. Krems 1926.
- Franz Gatto: Ein Kremser Schauspieler aus Goethes Zeiten. Krems 1938.
- Der Wachauer Weinbau: Überblick über das älteste Weingebiet der Ostmark. Weinbaumuseum, Krems 1938.
- Unser Bürgertum, die Mystik und die Juden im Mittelalter. Sonderdruck aus der Donauwacht. 1939.
- Volkskunst und Brauchtum der Winzer in Niederdonau. Kühne, Leipzig 1940.
- Krems, die Donaustadt. St. Pöltner Zeitungsverlag, St. Pölten 1943.
- Dürnstein an der Donau. St. Pöltner Zeitungsverlag, St. Pölten 1944.
- Die Anfänge von Mautern, Stein und Krems. Die Grafschaft Rehberg. Eigenverlag, Krems 1954

Die zahlreichen Beiträge zur Geschichte des Weinbaus sind auf der Website der Gesellschaft für Geschichte des Weines dargestellt.

## Ehrungen
- Ehrenbürgerschaft von Krems und Weissenkirchen
- Hans-Plöckinger-Straße in Krems